# Pyrausta heliothidia
Pyrausta heliothidia là một loài bướm đêm trong họ Crambidae.